# Камень-Слубиці
Камень-Слубиці (пол. Kamień-Słubice) — село в Польщі, у гміні Гомбін Плоцького повіту Мазовецького воєводства.
Населення — 117 осіб (2011).
У 1975-1998 роках село належало до Плоцького воєводства.

## Демографія
Демографічна структура станом на 31 березня 2011 року:
|          | Загалом | Допрацездатний вік | Працездатний вік | Постпрацездатний вік |
| -------- | ------- | ------------------ | ---------------- | -------------------- |
| Чоловіки | 51      | 13                 | 28               | 10                   |
| Жінки    | 66      | 11                 | 36               | 19                   |
| Разом    | 117     | 24                 | 64               | 29                   |